# Taizé, Deux-Sèvres

Taizé este o comună în departamentul Deux-Sèvres, Franța. În 2009 avea o populație de 768 de locuitori.